# Pararhaphidophora anatoliji
Pararhaphidophora anatoliji är en insektsart som beskrevs av Andrej Vasiljevitj Gorochov 1999. Pararhaphidophora anatoliji ingår i släktet Pararhaphidophora och familjen grottvårtbitare. Inga underarter finns listade i Catalogue of Life.